# Райтер, Кайя
Кайя Райтер (англ. Kaiya Ruiter; род. 13 мая 2006, Оттава, Канада) — канадская фигуристка, выступающая в одиночном катании. Чемпионка Канады (2024), серебряный призёр чемпионата Канады (2023).

## Биография

### Ранние годы
Родилась 13 мая 2006 года в Оттаве, Онтарио, в семье Криса и Виктории. Кайя — вторая из четырёх детей. Три её сестры — Киган (Keaghan), Вонья (Vaunya) и Вьян (Vyan) — фигуристки. Занимается по программе домашнего обучения.
Встала на коньки в четыре года, когда вместе с родителями и сёстрами посетила каток на канале Ридо в Оттаве. С шести лет тренировалась в Gloucester Skating Club под руководством Дарлин Джозеф.
В 2016 году Райтеры переехала из Оттавы в Эдмонтон, где Кайя начала кататься у Рави Валии, тренера бронзовой медалистки Олимпийских игр 2018 года Кейтлин Осмонд. Спустя десять месяцев семья вновь переехала, отправившись в Калгари. Там тренерами девочки, по совету Валии, стали Джефф Лэнгдон и Скотт Дейвис. Кайя сделала свой первый тройной прыжок — тройной тулуп — в ноябре 2018 года, а остальные тройные прыжки и каскады три-три выучила в течение года.
В январе 2019 года стала чемпионкой Канады среди новичков, при этом установила национальный рекорд среди девушек-новичков с результатом 139,57 (в следующем году был превзойдён Эми Шао Нин Ян). В феврале 2019 года участвовала в первом международном соревновании, — Bavarian Open среди новичков — где заняла третье место, уступив Кимми Репонд из Швейцарии и американке Линдси Торнгрен.

### Сезон 2019/20
Как действующая чемпионка страны среди новичков, получила приглашение на два этапа юниорского Гран-при, которые проходили осенью 2019 года. Первым подобным турниром для неё стал этап в Риге, Латвия. Она допустила ошибки в обеих программах, финишировала одиннадцатой. На втором этапе, в Энье, Италия, фигуристка улучшила результат, заняв шестое место. Её итоговый результат — 159,07 балла — стал юниорским рекордом для канадских фигуристок-одиночниц.
После международных выступлений Райтер победила на национальных юниорских соревнованиях Skate Canada Challenge 2020 года, которые являлись квалификацией к юниорскому чемпионату Канады. На Skate Canada Challenge завоевала золото с перевесом 31,52 балла над серебряным призёром Эмили Миллард, набрав 174,83 балла, улучшив собственный рекорд страны среди юниоров. К началу чемпионата привлекала внимание средств массовой информации как техническим контентом, так и из-за слабой конкуренции в канадском женском катании — была единственной участницей взрослого и юниорского уровней, успешно выполнившей каскад из тройного лутца и тройного тулупа. Результат Кайи в юниорской категории лишь немного уступал победным баллам победительницы среди взрослых Эмили Босбэк, — 175,54 — но Райтер могла бы превзойти его при условии одинаковых правил — взрослые выполняют дополнительную хореографическую последовательность.
В оставшуюся часть сезона получила дополнительные приглашения на международные турниры: выиграла золото на юниорском Bavarian Open и неудачно завершила сезон на чемпионате мира среди юниоров 2020 года в Таллинне, где дважды упала в короткой программе, заняв тридцать первое место, тем самым не смогла отобраться для участия в произвольной программе.

### Сезон 2020/21
Пандемия COVID-19 существенно повлияла на тренировки и соревнования по фигурному катанию. В связи с тем, что большинство международных юниорских и внутренних канадских соревнований были отменены, единственное крупное выступление Райтер состоялось на дистанционно проведённом Skate Canada Challenge 2021 года. Она впервые выступала во взрослой категории, выиграла короткую программу, но опустилась на четвёртое место по итогам произвольной.

### Сезон 2021/22
С возобновлением международных соревнований среди юниоров Райтер вновь участвовала в двух этапах юниорского Гран-при, оба из которых проводились в Куршевеле, Франция. Российские фигуристки-юниорки, доминировавшие в предыдущие годы, не могли участвовать в этих двух турнирах, поскольку российская вакцина от COVID-19 «Спутник V» не соответствовала французским стандартам вакцинации, что значительно увеличило шансы других фигуристок на медали. На первом этапе Кайя была третьей после короткого проката, пропустив вперёд американок Клэр Со и Линдси Торнгрен. В произвольной программе Райтер обошла Со, благодаря чему завоевала серебряную медаль. Это серебро стало первой медалью для канадских одиночниц в рамках юниорских Гран-при со времён бронзы Габриэль Дейлман в 2013 году. На втором французском этапе Кайя финишировала с бронзой, тем самым стала первой с 2008 года канадской одиночницей, выигравшей несколько медалей на Гран-при среди юниоров.
После юниорских Гран-при планировала выступления на взрослом уровне, стремясь попасть в сборную Канады на Олимпийские игры в Пекине. В ноябре 2021 года получила травму на тренировке — при падении порезала икроножную мышцу лезвием собственного конька. Позже у неё появились проблемы с рубцовой тканью, вследствие чего не могла возобновить полноценные тренировки почти в течение года.

### Сезон 2022/23
Вернувшись на международные соревнования, дебютировала в серии Challenger, представив программы на Ice Challenge 2022 года в Граце. После короткой программы занимала шестое место, в произвольной программе показала второй результат, в итоге завоевав серебряную медаль.
Заняв шестое место на Skate Canada Challenge, прошла квалификацию на дебютный взрослый чемпионат Канады. Из-за ошибки на прыжке стала шестой в короткой программе, но выиграв произвольную программу, смогла подняться на второе итоговое место .
Стала единственной представительницей Канады в женском одиночном катании на чемпионате мира среди юниоров 2023 года. Турнир проходил в Калгари, городе жительства Кайи, на арене WinSport в Олимпийском парке Канады, где она тренировалась большую часть времени. В короткой программе была одиннадцатой, после произвольной программы переместилась на десятое место.

## Программы
| Сезон   | Короткая программа                                                                    | Произвольная программа                                                |
| ------- | ------------------------------------------------------------------------------------- | --------------------------------------------------------------------- |
| 2022/23 | - «I Want to Dance With Somebody» Рейчел Бек - «One Last Dance Before You» Карл Хьюго | - «Inspiration» Флориан Кристль, The Modern String Quintet            |
| 2020/22 | - «Opportunity» Сиа                                                                   | - «Мулан»: «Loyal Brave True» Кристина Агилера, Гарри Грегсон-Уильямс |
| 2019/20 | - «Oh Heart» Tank and the Bangas                                                      | - «Гарри Поттер и Кубок огня» Патрик Дойл                             |

## Результаты
CS: Challenger Series
| Соревнования                | 19/20         | 20/21         | 21/22         | 22/23         | 23/24         |
| Международные               | Международные | Международные | Международные | Международные | Международные |
| --------------------------- | ------------- | ------------- | ------------- | ------------- | ------------- |
| Гран-при Канады             |               |               |               |               | 10            |
| CS Autumn Classic           |               |               |               |               | 2             |
| CS Ice Challenge            |               |               |               | 2             |               |
| Cranberry Cup               |               |               |               |               | 3             |
| Международные среди юниоров |               |               |               |               |               |
| Чемпионат мира              | 31            |               |               | 10            |               |
| Олимпийские игры            |               |               |               |               | 11            |
| Гран-при Франции (1)        |               |               | 2             |               |               |
| Гран-при Франции (2)        |               |               | 3             |               |               |
| Гран-при Италии             | 6             |               |               |               |               |
| Гран-при Латвии             | 11            |               |               |               |               |
| Bavarian Open               | 1             |               |               |               |               |
| Национальные                |               |               |               |               |               |
| Чемпионат Канады            |               |               |               | 2             | 1             |
| Чемпионат Канады — юн.      | 1             |               |               |               |               |